# Řimovice
Řimovice (en allemand : Rimowitz) est une commune du district de Benešov, dans la région de Bohême-Centrale, en République tchèque. Sa population s'élevait à 236 habitants en 2020.

## Géographie
Řimovice se trouve à 4 km à l'est sud-est de Vlašim, à 21 km au sud-est de Benešov et à 56 km au sud-est de Prague.
La commune est limitée par Pavlovice au nord, par Rataje et Zdislavice à l'est, par Vlašim au sud et à l'ouest.

## Histoire
La première mention écrite de la localité date de 1252.

## Galerie

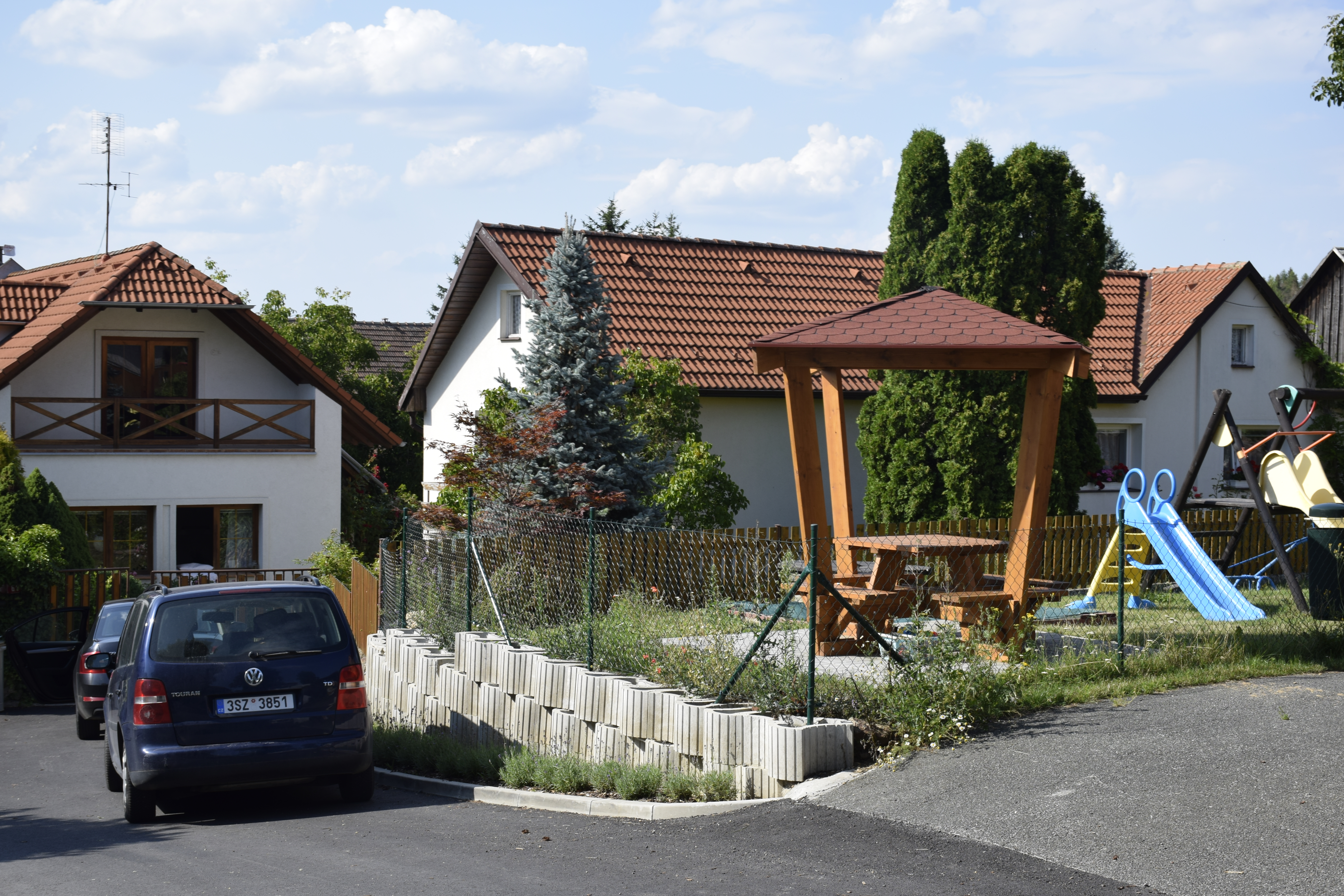
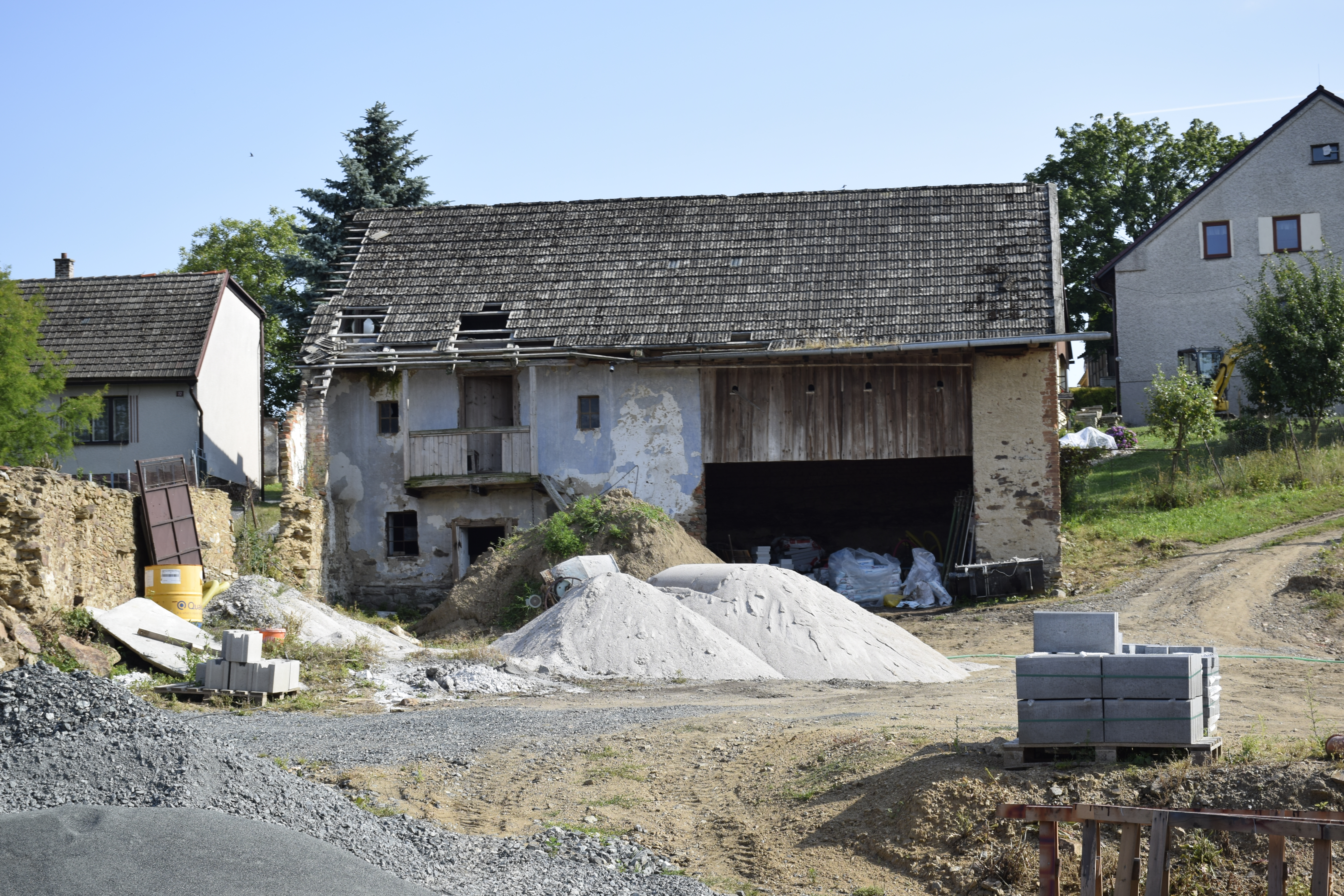
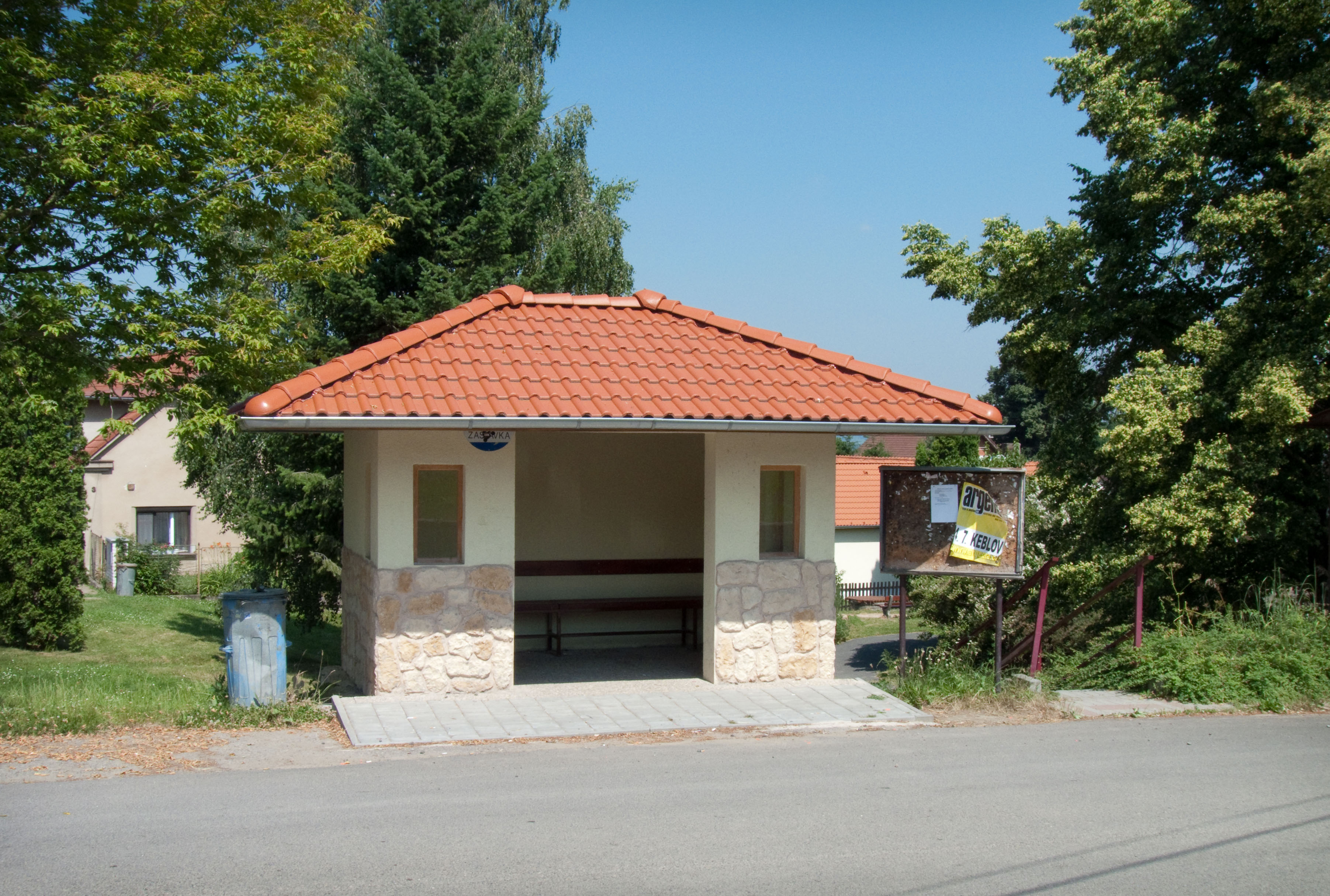
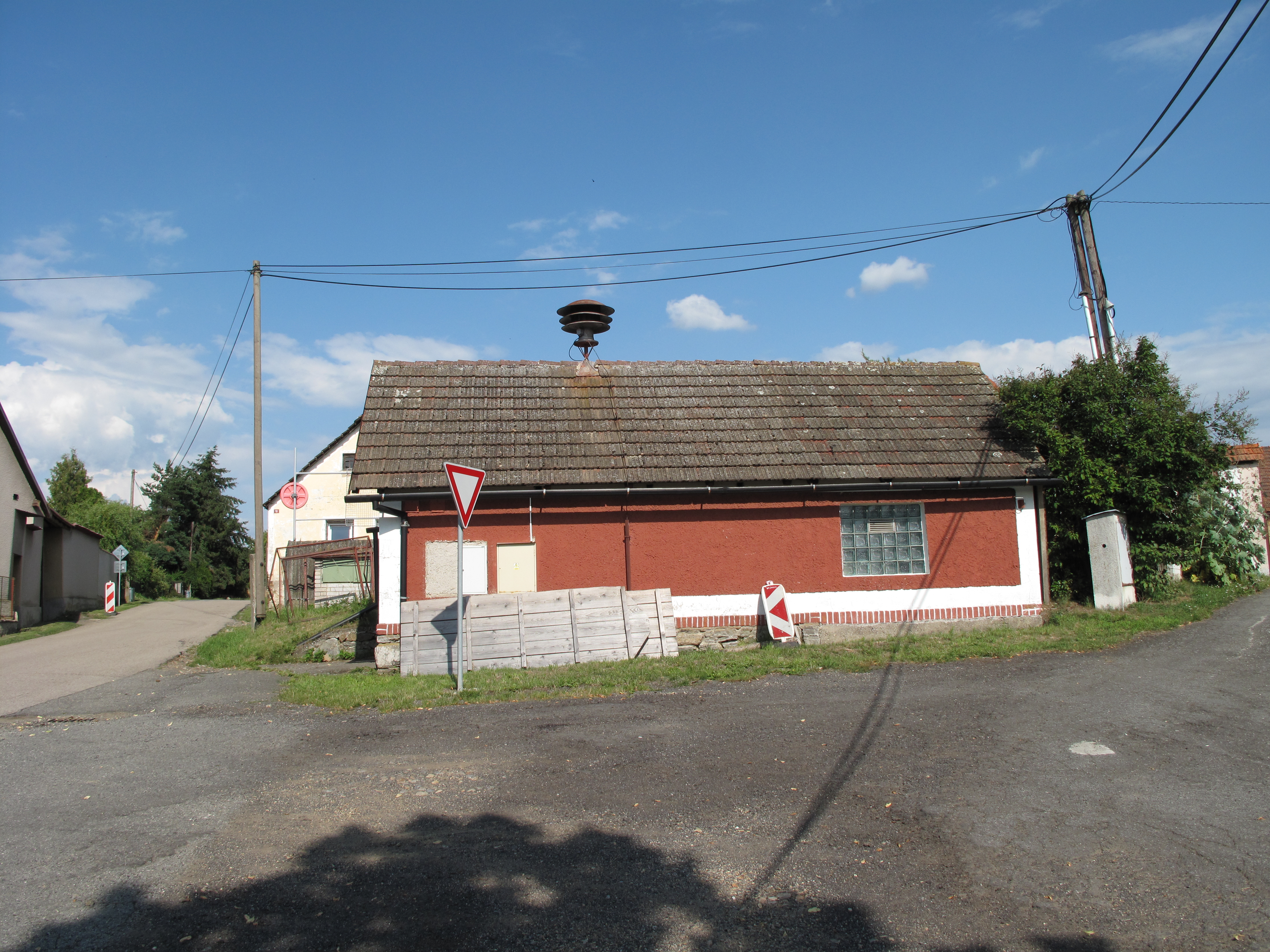
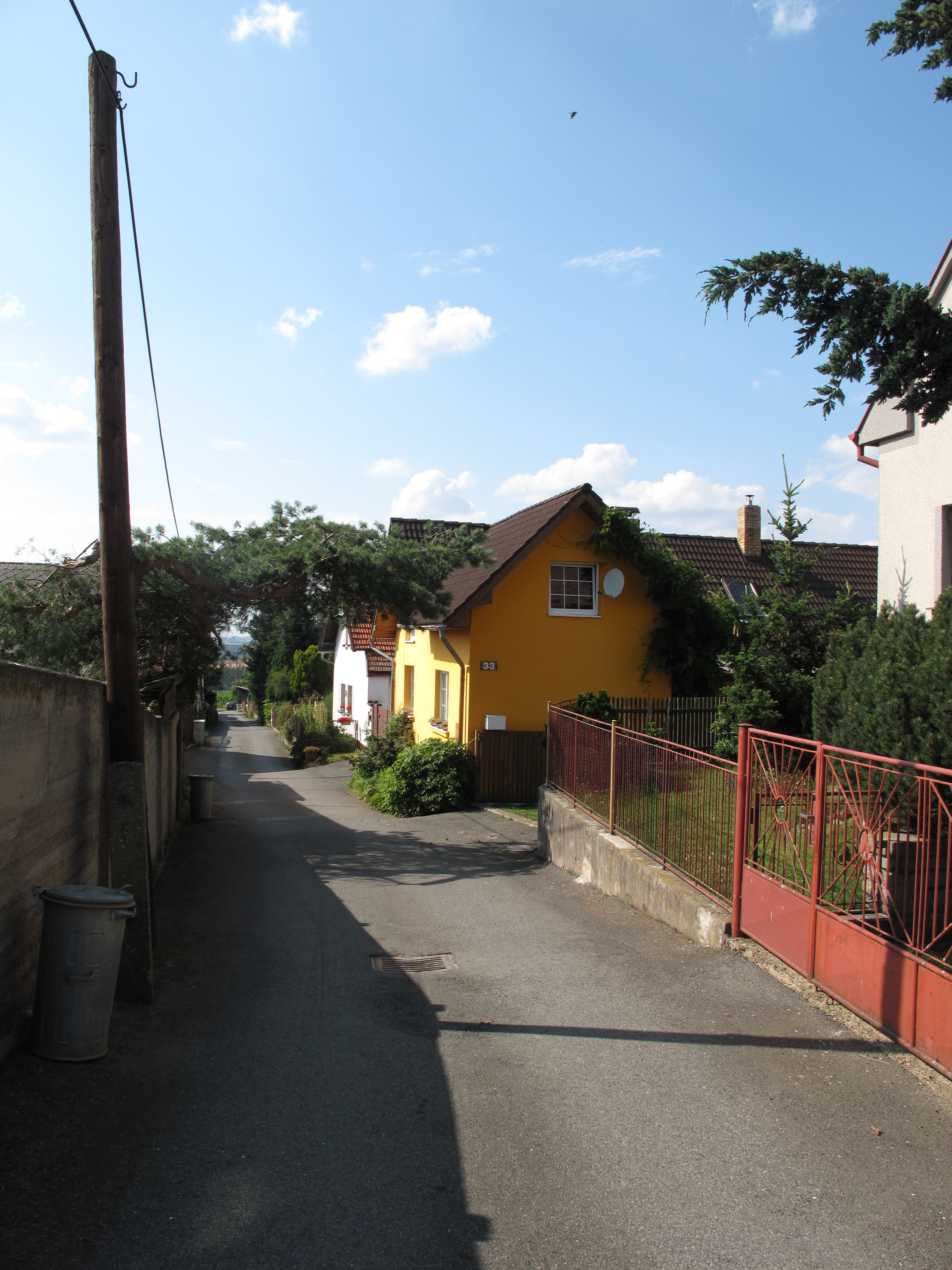